# Comcast Building
De Comcast Building, voorheen gekend als GE Building, is een wolkenkrabber in New York, Verenigde Staten. De firma Comcast is sedert juli 2015 de nieuwe eigenaar. Het gebouw vormt het middelpunt van het Rockefeller Center en wordt ook wel 30 Rockefeller Center genoemd. Het heeft bijnamen als "The Slab" en "30 Rock" en staat aan 30 Rockefeller Plaza. De bouw van de wolkenkrabber begon in 1931 en werd in 1933 voltooid.

## Ontwerp
De Comcast Building is 259,08 meter hoog en telt 70 verdiepingen. Het torengebouw is door The Associated Architects in art-decostijl ontworpen en is bekleed met kalksteen. Het gebouw telt 60 liften en heeft een totale oppervlakte van 195.095 vierkante meter. Het gebouw bevat naast kantoren ook winkels en tv studio's. Het heeft een granieten basis van 1,2 meter hoog.
Tijdens de constructie van het gebouw in 1932 nam Charles Clyde Ebbets de foto Lunch atop a Skyscraper. Hierop ziet men elf bouwvakkers pauzeren op een stalen balk. Op het dak van het gebouw bevindt zich het uitkijkpunt Top of the Rock. Het uitkijkpunt werd in mei 1986 gesloten en op 1 november 2005 heropend.

Uitzicht Top of the Rock Richting downtown